# Саханд (фрегат)
«Саханд» (дарі سهند) — військовий корабель, фрегат типу «Алванд» військово-морського флоту Ірану.
Фрегат «Саханд» був закладений на верфі британської компанії Vickers у Барроу-ін-Фернес на замовлення командування іранським флотом. 30 липня 1969 року він був спущений на воду, а в лютому 1972 року увійшов до складу Королівських ВМС Ірану.

## Історія служби
14 квітня 1988 року американський фрегат «Семуель Робертс» підірвався на іранській морській міні в 65 милях на схід від Бахрейну. Внаслідок вибуху корабель отримав значні пошкодження, й екіпажу протягом 5-ти годин довелося битися за живучість фрегату, який ледве врятували. 10 матросів дістали поранень. Американські водолази порівняли серійні номери на рештках міни, на якій підірвався фрегат з тими, що були захоплені у вересні 1987 року на іранському спеціалізованому десантному судні «Іран Аджір», повну ідентичність, котра відповідно свідчила про безпосередню причетність іранських військових до веденні протиправних дій у міжнародних водах. У відповідь, американці провели операцію відплати й атакували два іранські фрегати «Сабалан» та «Саханд», а також нафтові платформи на нафтових полях «Сіррі» й «Сассан».
Іранський фрегат «Саханд» був виявлений штурмовиками A-6 «Інтрудер», що баражували над полем бою. Навперейми іранському фрегату вирушив ескадрений міноносець «Джозеф Штраусс». Командир «Саханда» віддав наказ відкрити вогонь по американських літаках A-6 «Інтрудер», на що ті відповіли залпом двох протикорабельних ракет «Гарпун» та чотирьох ракет AGM-123 «Шкіпер» II з лазерним наведенням. Есмінець «Штраусс» випустив по іранському кораблю ракету «Гарпун». Більшість, а можливо усі боєприпаси, влучили в ціль, спричинивши великі пошкодження та пожежу. Внаслідок пожежі зайнялися льохи з бойовим запасами корабля й незабаром фрегат вибухнув та потонув.